# Stedelijke Academie voor Schone Kunsten (Lier)
De Stedelijke Academie voor Schone Kunsten (SASK) van Lier is een vestiging van het Vlaamse deeltijds kunstonderwijs. Samen met SAMWD Lier behoort deze school tot de grootste academies van België.

## Geschiedenis en evolutie
De Academie voor Schone Kunsten werd opgericht in 1793 als "eene schole van teekening in de architecture oft bouwkonst".
De eerste locatie was in het bovenlokaal van Den Eiken Boom. Toen in 1798 de Fransen het gebouw verkochten, werd de school tijdelijk naar de bovenzalen van het stadhuis overgebracht en nadien naar de verdieping van het Vleeshuis.
In 1807 werd de school een officiële instelling onder de benaming van Stedelijke Academie voor Schone kunsten.
In 1933 werd de school gevestigd in de lokalen van het leegstaande Sint-Gummaruscollege aan de Vismarkt. In dat historisch pand (Hof van Santhoven) was reeds de Stedelijke Academie voor Muziek, Woord en Dans gevestigd.
De lokalen aan de Vismarkt werden te klein om zowel de muziekacademie als de tekenacademie te herbergen. Daarom verhuisde de tekenacademie in 1989 naar de door de stad Lier aangekochte Becquevortkazerne aan de Koepoortstraat.

## Directeurs
- P.J. Denis (1750-1814), kunstenaar en eerste directeur van de tekenacademie van 1798 tot 1814.
- Melchior Gommaar Tieleman (1784-1864), schilder en directeur van de Stedelijke Academie van 1829 tot 1864.
- Jan Baptist De Weert (1829-1884), schilder en directeur van de stedelijke academie van 1864 tot 1884.[7]
- Edward Pierre Wouters (1836-1933), schilder en directeur van 1884 tot 1920
- Edwardus Careels (1857-1933), architect en directeur van 1920 tot 1929.
- Frans Ros (1883, 1968), schilder en directeur van 1929 tot 1957.
- Oscar Van Rompay (1899-1997) kunstschilder en directeur van 1958 tot 1961.
- Sylvain De Bie (1921-1993), kunstschilder, graficus, publiciteitsontwerper en directeur van 1962 tot 1986.

## Bekende studenten
- Raymond de la Haye -  kunstschilder (1882-1914)
- Jan Baptist De Weert - portretschilder (1829-1884)
- Isidoor Opsomer - kunstschilder (1878-1967)
- Melchior Tieleman - kunstschilder (1784-1864)
- Felix Timmermans - schrijver - tekenaar (1886–1947)
- Oscar Van Rompay - kunstschilder (1899-1997)